# 苏洪斯基农村居民点
苏洪斯基农村居民点（俄语：Сельское поселение Сухонское）是俄罗斯联邦沃洛格达州梅日杜列琴斯基区所属的一个农村居民点。其下辖有55个居民点，行政中心为舒伊斯科耶。据2015年统计，该农村居民点的人口为3046人。